# Copa Ouro Feminina da CONCACAF de 2024
A Copa Ouro Feminina da CONCACAF de 2024 foi a primeira edição dessa competição internacional de futebol feminino organizada pela Confederação de Futebol da América do Norte, Central e Caribe (CONCACAF). O torneio foi disputado por doze participantes entre 20 de fevereiro e 10 de março, nos Estados Unidos. Foram oito seleções nacionais da CONCACAF que se qualificaram para a competição, além de quatro equipes convidadas da Confederação Sul-Americana de Futebol (CONMEBOL).

## Formato
Em 10 de dezembro de 2020, o conselho da CONCACAF aprovou o formato e o calendário da competição. A competição de qualificação, conhecida como "Caminho para a Copa Ouro da CONCACAF ", começará com uma fase de grupos, contando com 33 seleções femininas da CONCACAF divididas em três ligas (A, B e C). Cada liga contará com três grupos, contendo três times cada na Liga A e quatro times cada nas Ligas B e C. Os times de cada grupo jogarão entre si em casa e fora no formato todos contra todos. As três melhores equipes da Liga A se classificarão diretamente para a Copa Ouro. Os vice-campeões da Liga A e os vencedores dos grupos da Liga B participarão de um play-in em abril de 2024 para disputar as três últimas vagas na Copa Ouro. As duas seleções femininas da CONCACAF que se classificarem para os Jogos Olímpicos de Verão de 2024 receberão uma vaga direta para a competição, pulando a fase qualificatória.
O torneio final foi realizado de 20 de fevereiro a 10 de março de 2024. Originalmente, a CONCACAF anunciou que o torneio seria disputado em junho de 2024, um mês antes do início do torneio olímpico de futebol feminino de 2024, mas em 8 de março de 2023 foi anunciado que o torneio seria adiantado para fevereiro e março. A Copa Ouro contou com doze equipes, incluindo as duas equipes que se classificaram para os Jogos Olímpicos de Verão, as seis equipes classificadas da fase de grupos e do play-in, e quatro seleções nacionais convidadas. As doze equipes foram divididas em três grupos de quatro e competirão em turno único. Oito times, os dois primeiros colocados de cada grupo e os dois melhores terceiros colocados, avançaram para a fase eliminatória. A fase eliminatória consistiu em quartas de final, semifinais e uma final para determinar o campeão.
Em 27 de janeiro de 2023, os Estados Unidos foram confirmados como anfitriões do torneio. Além disso, os quatro melhores times da Copa América Feminina de 2022 da CONMEBOL foram confirmados como convidados para o torneio.

## Sedes
Os locais e cidades-sede foram anunciados em 28 de novembro de 2023.
| San Diego                                         | Carson                     |
| ------------------------------------------------- | -------------------------- |
| Snapdragon Stadium                                | Dignity Health Sports Park |
| Capacidade: 35 000                                | Capacidade: 30 510         |
|                                                   |                            |
| San Diego Carson Houston Los AngelesCidades-sedes |                            |
|                                                   |                            |
| Capacidade: 22 039                                | Capacidade: 22 000         |
| Shell Energy Stadium                              | BMO Stadium                |
| Houston                                           | Los Angeles                |

## Qualificação
A fase de qualificação da copa ocorreu entre setembro e dezembro de 2023, enquanto o play-in ocorrerá em fevereiro de 2024.

### Seleções qualificadas
| Seleção              | Método de qualificação                              | Data de qualificação    |
| -------------------- | --------------------------------------------------- | ----------------------- |
| Estados Unidos       | Vencedor do Campeonato Feminino da CONCACAF de 2022 | 18 de julho de 2022     |
| Canadá               | Vencedor do play-off olímpico da CONCACAF           | 26 de setembro de 2023  |
| México               | Vencedor do Grupo A da liga qualificatória A        | 1 de dezembro de 2023   |
| Panamá               | Vencedor do Grupo B da liga qualificatória A        | 3 de dezembro de 2023   |
| Costa Rica           | Vencedor do Grupo C da liga qualificatória A        | 4 de dezembro de 2023   |
| Porto Rico           | Vencedor do play-off de qualificação 1              | 17 de fevereiro de 2024 |
| El Salvador          | Vencedor do play-off de qualificação 2              | 17 de fevereiro de 2024 |
| República Dominicana | Vencedor do play-off de qualificação 3              | 17 de fevereiro de 2024 |
| Brasil               | Campeã da Copa América Feminina de 2022             | 27 de janeiro de 2023   |
| Colômbia             | Vice-campeã da Copa América Feminina de 2022        | 27 de janeiro de 2023   |
| Argentina            | Terceiro colocado da Copa América Feminina de 2022  | 27 de janeiro de 2023   |
| Paraguai             | Quarto colocado da Copa América Feminina de 2022    | 27 de janeiro de 2023   |

## Sorteio
O sorteio da fase de grupos do torneio aconteceu em 11 de dezembro de 2023, na sede da CONCACAF em Miami, nos Estados Unidos às 19 horas (EST).
| Pote 1                                       | Pote 2                         | Pote 3                            | Pote 4                                            |
| -------------------------------------------- | ------------------------------ | --------------------------------- | ------------------------------------------------- |
| - Estados Unidos (como A1) - Brasil - Canadá | - Costa Rica - México - Panamá | - Argentina - Colômbia - Paraguai | - El Salvador - Porto Rico - República Dominicana |

## Fase de grupos
Os dois primeiros colocados de cada grupo e os dois melhores terceiros colocados avançam para as quartas de final.

### Grupo A
| Pos | Equipe               | Pts | J | V | E | D | GP | GC | SG  | Classificado                          |
| --- | -------------------- | --- | - | - | - | - | -- | -- | --- | ------------------------------------- |
| 1   | México               | 7   | 3 | 2 | 1 | 0 | 10 | 0  | +10 | Classificado para a fase final        |
| 2   | Estados Unidos (H)   | 6   | 3 | 2 | 0 | 1 | 9  | 2  | +7  | Classificado para a fase final        |
| 3   | Argentina            | 4   | 3 | 1 | 1 | 1 | 3  | 4  | −1  | Melhor terceiro colocado classificado |
| 4   | República Dominicana | 0   | 3 | 0 | 0 | 3 | 0  | 16 | −16 | Eliminado                             |

#### Rodada 1
| 20 de fevereiro | México | 0 – 0                          | Argentina | Dignity Health Sports Park, Carson          |
| 16:30 (UTC−8)   |        | Relatório (CONCACAF) Soccerway |           | Público: 2 521 Árbitro: CAN Myriam Marcotte |

| 20 de fevereiro | Estados Unidos                                                                 | 5 – 0                          | República Dominicana | Dignity Health Sports Park, Carson         |
| 19:15 (UTC−8)   | Moultrie 7', 58' · Williams 30' · Nighswonger 86' (pen.) · Morgan 90+2' (pen.) | Relatório (CONCACAF) Soccerway |                      | Público: 3 242 Árbitro: DOM Astrid Gramajo |

#### Rodada 2
| 23 de fevereiro | República Dominicana | 0 – 8                          | México | Dignity Health Sports Park, Carson          |
| 16:30 (UTC−8)   |                      | Relatório (CONCACAF) Soccerway | Hernández 12' · Ovalle 14', 27' (pen.) · Luna 21' · Bernal 44' · Ordóñez 45+4' · Casarez 70' · Pelayo 90+3' | Público: 5 300 Árbitro: CRI Marianela Araya |

| 23 de fevereiro | Argentina | 0 – 4                          | Estados Unidos                                | Dignity Health Sports Park, Carson                |
| 19:15 (UTC−8)   |           | Relatório (CONCACAF) Soccerway | Shaw 10', 18' · Morgan 19' · Horan 77' (pen.) | Público: 8 315 Árbitro: CAN Marie-Soleil Beaudoin |

#### Rodada 3
| 26 de fevereiro | Argentina                                     | 3 – 0                          | República Dominicana | Dignity Health Sports Park, Carson          |
| 16:00 (UTC−8)   | Ippólito 30' · Dos Santos 76' · Pereyra 90+4' | Relatório (CONCACAF) Soccerway |                      | Público: 4 100 Árbitro: JAM Odette Hamilton |

| 26 de fevereiro | Estados Unidos | 0 – 2                          | México                    | Dignity Health Sports Park, Carson          |
| 19:15 (UTC−8)   |                | Relatório (CONCACAF) Soccerway | Ovalle 38' · Pelayo 90+2' | Público: 11 612 Árbitro: HND Melissa Borjas |

### Grupo B
| Pos | Equipe     | Pts | J | V | E | D | GP | GC | SG  | Classificado                   |
| --- | ---------- | --- | - | - | - | - | -- | -- | --- | ------------------------------ |
| 1   | Brasil     | 9   | 3 | 3 | 0 | 0 | 7  | 0  | +7  | Classificado para a fase final |
| 2   | Colômbia   | 6   | 3 | 2 | 0 | 1 | 8  | 1  | +7  | Classificado para a fase final |
| 3   | Porto Rico | 3   | 3 | 1 | 0 | 2 | 2  | 4  | −2  | Eliminado                      |
| 4   | Panamá     | 0   | 3 | 0 | 0 | 3 | 1  | 13 | −12 | Eliminado                      |

#### Rodada 1
| 21 de fevereiro | Panamá | 0 – 6                          | Colômbia                                                                  | Snapdragon Stadium, San Diego          |
| 16:30 (UTC−8)   |        | Relatório (CONCACAF) Soccerway | Pavi 26', 34' · Usme 36' · Vanegas 72' · Caicedo 84' · Baltrip 89' (g.c.) | Público: 815 Árbitro: MEX Katia García |

| 21 de fevereiro | Brasil         | 1 – 0                          | Porto Rico | Snapdragon Stadium, San Diego           |
| 19:15 (UTC−8)   | Gabi Nunes 81' | Relatório (CONCACAF) Soccerway |            | Público: 935 Árbitro: USA Natalie Simon |

#### Rodada 2
| 24 de fevereiro | Porto Rico              | 2 – 1                          | Panamá    | Snapdragon Stadium, San Diego |
| 16:30 (UTC−8)   | Cox 73' · Marcano 90+3' | Relatório (CONCACAF) Soccerway | Mills 27' | Árbitro: MEX Karen Hernández  |

| 24 de fevereiro | Colômbia | 0 – 1                          | Brasil         | Snapdragon Stadium, San Diego          |
| 19:15 (UTC−8)   |          | Relatório (CONCACAF) Soccerway | Duda Santos 6' | Público: 4 799 Árbitro: USA Tori Penso |

#### Rodada 3
| 27 de fevereiro | Colômbia               | 2 – 0                          | Porto Rico | Snapdragon Stadium, San Diego      |
| 16:00 (UTC−8)   | Usme 16' · Caicedo 53' | Relatório (CONCACAF) Soccerway |            | Árbitro: CAN Marie-Soleil Beaudoin |

| 27 de fevereiro | Brasil                                                       | 5 – 0                          | Panamá | Snapdragon Stadium, San Diego |
| 19:15 (UTC−8)   | Geyse 4', 74' · Bia Menezes 10' · Rafaelle 23' · Debinha 51' | Relatório (CONCACAF) Soccerway |        | Árbitro: CAN Myriam Marcotte  |

### Grupo C
| Pos | Equipe      | Pts | J | V | E | D | GP | GC | SG  | Classificado                          |
| --- | ----------- | --- | - | - | - | - | -- | -- | --- | ------------------------------------- |
| 1   | Canadá      | 9   | 3 | 3 | 0 | 0 | 13 | 0  | +13 | Classificado para a fase final        |
| 2   | Paraguai    | 6   | 3 | 2 | 0 | 1 | 4  | 6  | −2  | Classificado para a fase final        |
| 3   | Costa Rica  | 3   | 3 | 1 | 0 | 2 | 2  | 4  | −2  | Melhor terceiro colocado classificado |
| 4   | El Salvador | 0   | 3 | 0 | 0 | 3 | 2  | 11 | −9  | Eliminado                             |

#### Rodada 1
| 22 de fevereiro | Costa Rica | 0 – 1                          | Paraguai     | Shell Energy Stadium, Houston |
| 17:15 (UTC−6)   |            | Relatório (CONCACAF) Soccerway | Chamorro 51' | Árbitro: JAM Odette Hamilton  |

| 22 de fevereiro | Canadá                                                                     | 6 – 0                          | El Salvador | Shell Energy Stadium, Houston              |
| 20:00 (UTC−6)   | Lacasse 3' · Huitema 24' · Leon 28', 59' (pen.) · Buchanan 62' · Smith 86' | Relatório (CONCACAF) Soccerway |             | Público: 4 421 Árbitro: HON Melissa Borjas |

#### Rodada 2
| 25 de fevereiro | Paraguai | 0 – 4                          | Canadá                         | Shell Energy Stadium, Houston            |
| 16:00 (UTC−6)   |          | Relatório (CONCACAF) Soccerway | Leon 25', 49', 57' · Smith 39' | Público: 3 482 Árbitro: MEX Katia García |

| 25 de fevereiro | El Salvador | 0 – 2                          | Costa Rica         | Shell Energy Stadium, Houston             |
| 19:00 (UTC−6)   |             | Relatório (CONCACAF) Soccerway | Chinchilla 8', 49' | Público: 5 079 Árbitro: USA Natalie Simon |

#### Rodada 3
| 28 de fevereiro | Canadá                          | 3 – 0                          | Costa Rica | Shell Energy Stadium, Houston |
| 17:00 (UTC−6)   | Huitema 11' · Zadorsky 27', 57' | Relatório (CONCACAF) Soccerway |            | Árbitro: USA Tori Penso       |

| 28 de fevereiro | Paraguai                               | 3 – 2                          | El Salvador              | Shell Energy Stadium, Houston |
| 20:00 (UTC−6)   | Martínez 18' (pen.), 86' (pen.), 90+1' | Relatório (CONCACAF) Soccerway | Fisher 69' · Fuentes 83' | Árbitro: MEX Karen Hernández  |

### Melhores terceiros colocados
As duas melhores seleções colocadas em terceiro lugar na fase de grupos também avançaram para as oitavas de final.
| Pos | Grp | Equipe     | Pts | J | V | E | D | GP | GC | SG | Classificado                   |
| --- | --- | ---------- | --- | - | - | - | - | -- | -- | -- | ------------------------------ |
| 1   | A   | Argentina  | 4   | 3 | 1 | 1 | 1 | 3  | 4  | −1 | Classificado para a fase final |
| 2   | C   | Costa Rica | 3   | 3 | 1 | 0 | 2 | 2  | 4  | −2 | Classificado para a fase final |
| 3   | B   | Porto Rico | 3   | 3 | 1 | 0 | 2 | 2  | 4  | −2 | Eliminado                      |

## Fase final

### Classificação da fase de grupos
| Pos | Grp | Equipe             | Pts | J | V | E | D | GP | GC | SG  |
| --- | --- | ------------------ | --- | - | - | - | - | -- | -- | --- |
| 1   | C   | Canadá             | 9   | 3 | 3 | 0 | 0 | 13 | 0  | +13 |
| 2   | B   | Brasil             | 9   | 3 | 3 | 0 | 0 | 7  | 0  | +7  |
| 3   | A   | México             | 7   | 3 | 2 | 1 | 0 | 10 | 0  | +10 |
| 4   | A   | Estados Unidos (H) | 6   | 3 | 2 | 0 | 1 | 9  | 2  | +7  |
| 5   | B   | Colômbia           | 6   | 3 | 2 | 0 | 1 | 8  | 1  | +7  |
| 6   | C   | Paraguai           | 6   | 3 | 2 | 0 | 1 | 4  | 6  | −2  |
| 7   | A   | Argentina          | 4   | 3 | 1 | 1 | 1 | 3  | 4  | −1  |
| 8   | C   | Costa Rica         | 3   | 3 | 1 | 0 | 2 | 2  | 4  | −2  |

### Esquema
|  | Quartas de final         | Quartas de final       |                         |       | Semifinais | Semifinais |  |  | Final | Final |
|  |                          |                        |                         |       |            |            |  |  |       |       |
|  | 2 de março – Los Angeles |                        |                         |       |            |            |  |  |       |       |
|  |                          |                        |                         |       |            |            |  |  |       |       |
|  | Canadá (pro)             | 1                      |                         |       |            |            |  |  |       |       |
|  | Canadá (pro)             | 1                      | 6 de março – San Diego  |       |            |            |  |  |       |       |
|  | Costa Rica               | 0                      |                         |       |            |            |  |  |       |       |
|  | Costa Rica               | 0                      | Canadá                  | 2 (1) |            |            |  |  |       |       |
|  | 3 de março – Los Angeles |                        | Canadá                  | 2 (1) |            |            |  |  |       |       |
|  |                          | Estados Unidos (pen)   | 2 (3)                   |       |            |            |  |  |       |       |
|  | Estados Unidos           | Estados Unidos (pen)   | 2 (3)                   | 3     |            |            |  |  |       |       |
|  | Estados Unidos           |                        | 10 de março – San Diego | 3     |            |            |  |  |       |       |
|  | Colômbia                 | 0                      |                         |       |            |            |  |  |       |       |
|  | Colômbia                 | 0                      | Estados Unidos          | 1     |            |            |  |  |       |       |
|  | 2 de março – Los Angeles |                        | Estados Unidos          | 1     |            |            |  |  |       |       |
|  |                          | Brasil                 | 0                       |       |            |            |  |  |       |       |
|  | Brasil                   | Brasil                 | 0                       | 5     |            |            |  |  |       |       |
|  | Brasil                   | 6 de março – San Diego |                         | 5     |            |            |  |  |       |       |
|  | Argentina                | 1                      |                         |       |            |            |  |  |       |       |
|  | Argentina                | 1                      | Brasil                  | 3     |            |            |  |  |       |       |
|  | 3 de março – Los Angeles |                        | Brasil                  | 3     |            |            |  |  |       |       |
|  |                          | México                 | 0                       |       |            |            |  |  |       |       |
|  | México                   | México                 | 0                       | 3     |            |            |  |  |       |       |
|  | México                   |                        |                         | 3     |            |            |  |  |       |       |
|  | Paraguai                 | 2                      |                         |       |            |            |  |  |       |       |
|  | Paraguai                 | 2                      |                         |       |            |            |  |  |       |       |

#### Quartas de final
| 2 de março    | Canadá     | 1 – 0 (pro)                    | Costa Rica | BMO Stadium, Los Angeles     |
| 16:00 (UTC−8) | Viens 104' | Relatório (CONCACAF) Soccerway |            | Árbitro: JAM Odette Hamilton |

| 2 de março    | Brasil                                                                    | 5 – 1                          | Argentina      | BMO Stadium, Los Angeles     |
| 19:15 (UTC−8) | Vitória Yaya 19' · Yasmim 36' · Bia Zaneratto 54', 90+5' · Gabi Nunes 62' | Relatório (CONCACAF) Soccerway | Dos Santos 82' | Árbitro: CAN Myriam Marcotte |

| 3 de março    | México                     | 3 – 2                          | Paraguai                    | BMO Stadium, Los Angeles |
| 14:00 (UTC−8) | Ovalle 31', 69' · Luna 49' | Relatório (CONCACAF) Soccerway | Barbosa 64' · Fernández 72' | Árbitro: USA Tori Penso  |

| 3 de março    | Estados Unidos                           | 3 – 0                          | Colômbia | BMO Stadium, Los Angeles                     |
| 17:15 (UTC−8) | Horan 13' · Nighswonger 22' · Shaw 45+2' | Relatório (CONCACAF) Soccerway |          | Público: 16 746 Árbitro: CRI Marianela Araya |

#### Semifinais
| 6 de março    | Brasil                                 | 3 – 0                          | México | Snapdragon Stadium, San Diego |
| 16:00 (UTC−8) | Adriana 21' · Antonia 32' · Yasmim 48' | Relatório (CONCACAF) Soccerway |        | Árbitro: USA Tori Penso       |

| 6 de março    | Canadá                    | 2 – 2 (pro)                    | Estados Unidos              | Snapdragon Stadium, San Diego |
| 19:15 (UTC−8) | Huitema 82' · Leon 120+7' | Relatório (CONCACAF) Soccerway | Shaw 20' · Sophia Smith 99' | Árbitro: MEX Katia García     |

|                            |       | Penalidades                      |  |
| Leon Huitema Quinn Fleming | 1 – 3 | Sophia Smith Albert Naeher Horan |  |

#### Final
| 10 de março   | Estados Unidos | 1 – 0                          | Brasil | Snapdragon Stadium, San Diego |
| 17:15 (UTC−8) | Horan 45+1'    | Relatório (CONCACAF) Soccerway |        | Árbitro: HON Melissa Borjas   |

## Premiação
| Copa Ouro Feminina da CONCACAF de 2024 |
| Estados Unidos                         |
| -------------------------------------- |
| ESTADOS UNIDOS Campeão (1.º título)    |

## Estatísticas
Fonte: 
| Gols | Jogadora            | Equipe          |
| ---- | ------------------- | --------------- |
| 5    | Adriana Leon        | Canadá          |
| 3    | Jessica Martínez    | Paraguai        |
| 3    | Lizbeth Ovalle      | México          |
| 2    | Alex Morgan         | Estados Unidos  |
| 2    | Catalina Usme       | Colômbia        |
| 2    | Geyse               | Brasil          |
| 2    | Jaedyn Shaw         | Estados Unidos  |
| 2    | Jordyn Huitema      | Canadá          |
| 2    | Linda Caicedo       | Colômbia        |
| 2    | Manuela Paví        | Colômbia        |
| 2    | Mayra Pelayo-Bernal | México          |
| 2    | Olivia Moultrie     | Estados Unidos  |
| 2    | Olivia Smith        | Canadá          |
| 2    | Priscila Chinchilla | Costa Rica      |
| 2    | Shelina Zadorsky    | Canadá          |
| 1    | 25 futebolistas     | 25 futebolistas |

| Gols contra | Jogadora             | Equipe                   |
| ----------- | -------------------- | ------------------------ |
| 1           | Carina Baltrip-Reyes | Panamá (para a Colômbia) |

| Assistências | Jogadora        | Equipe          |
| ------------ | --------------- | --------------- |
| 3            | Catalina Usme   | Colômbia        |
| 3            | Cloé Lacasse    | Canadá          |
| 2            | Adriana Leon    | Canadá          |
| 2            | Debinha         | Brasil          |
| 2            | Lizbeth Ovalle  | México          |
| 2            | Margaret Purce  | Estados Unidos  |
| 2            | Olivia Smith    | Canadá          |
| 1            | 23 futebolistas | 23 futebolistas |